# گلپر
گُلپَر (Heracleum persicum) گیاهی گل‌دار، علفی، یا دوساله یا پایا از خانوادهٔ چتریان است. این گیاه در مناطق مختلفی از نیمکره شمالی رویش دارد و همچنین بومی ایران است و در ناحیه‌های نمناک کوهستانی ایران و مناطق پیرامونی از جمله مناطق کوهستانی شهرستان شفت و تالش استان گیلان و‌ بندپی بابل می‌روید. همهٔ گونه‌های سردهٔ گلپر معطر هستند و برخی گونه‌ها در آشپزی ایرانی به‌عنوان ادویه کاربرد دارد. در بختیاری کرسم یا کرسو نام دارد و به کباب می‌پاشند و آن را در ترشی می‌ریزند. در مازندران این گیاه (کولیک) نامیده می‌شود و همراه با باقلای پخته به‌عنوان ادویه استفاده می‌شود. گونه‌های دیگری از گلپر (مثل گونه کاندیکانز) در صنعت داروسازی و همچنین طب سنتی کاربرد دارد. در زبان سنگسری به ان کولَک گفته می‌شود.

## ویژگی‌ها

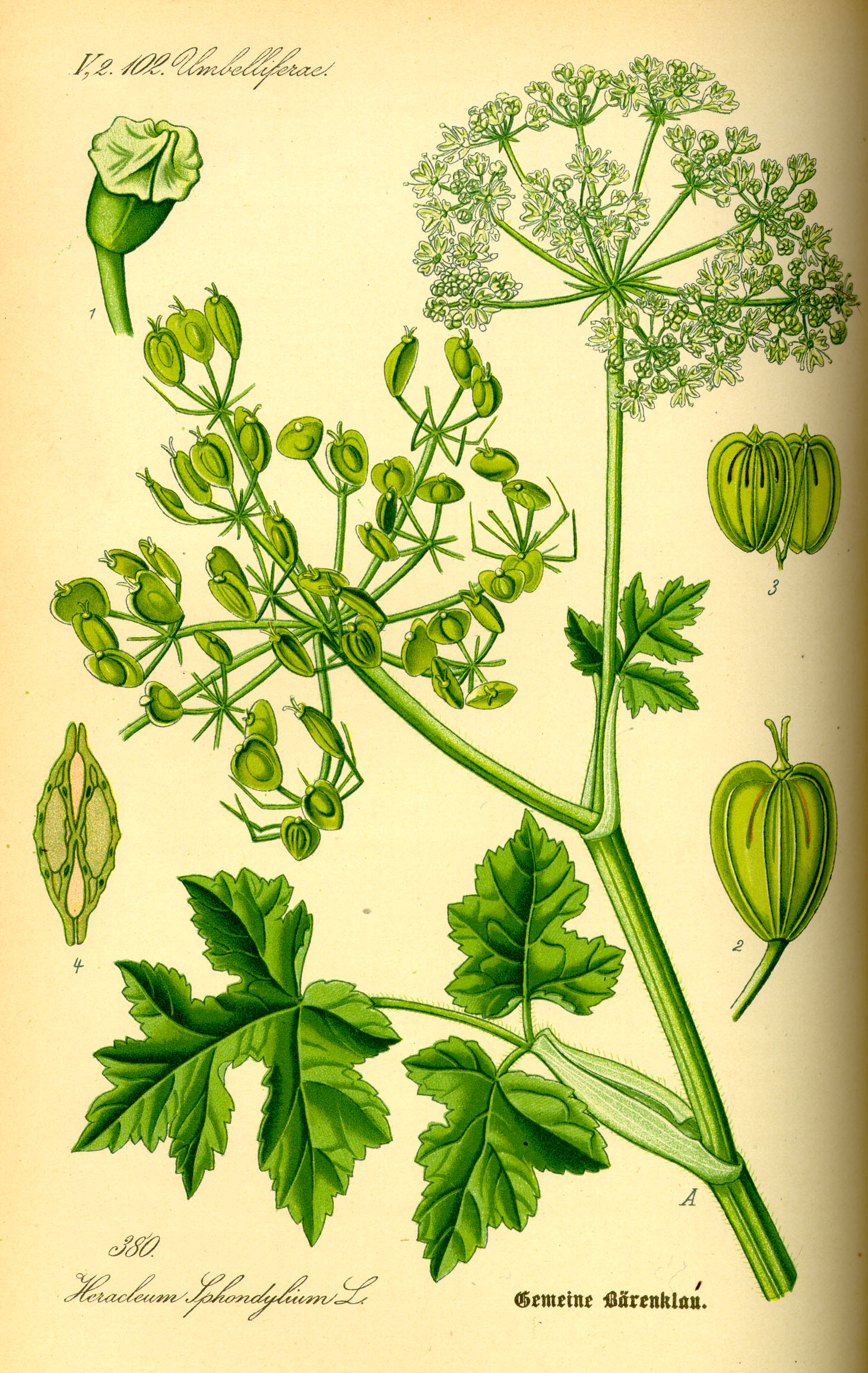
برگ و دانه‌های گلپر.

این گیاه دارای بذرهای بسیار نازک دارای طعم تند و معطر است که می‌توان از تمام بخش‌های آن در صنعت غذا و دارو استفاده کرد. برگ‌های آن با چاک‌های عمیق به شکل پنجه غاز است که این چاک‌ها برگ را به چند نیمه‌برگ تقسیم می‌کند و هر نیمه برگ نوک‌تیز و دندانه‌دار است. ساقه آن را لوله‌ای توخالی تشکیل می‌دهد که پس از برش عرضی شیره سفید رنگی در دیواره آن ظاهر می‌شود در صورت تماس شیره با دست موجب سرخی و زخم شدن پوست و تاول زدن آن می‌شود. میوه آن شکل تخم مرغی کشیده کمی ضخیم و معطر به رنگ سبز تیره به طول ۲٫۵ تا ۵ سانتی‌متر است. گل‌های آن سفید مجتمع به صورت چتر در انتهای ساقه‌های گل‌دهنده در قسمت بالای گیاه ظاهر می‌شود. همهٔ گونه‌های این گیاه معطر هستند و برخی گونه‌ها در آشپزی ایرانی به‌عنوان ادویه و برخی دیگر در صنعت داروسازی کاربرد دارند.

## کاربردها
گیاه گلپر از دستهٔ گیاهان دارویی بوده که علاوه بر ارزش خوراکی که دارد در طب سنتی و صنعت داروسازی نیز از آن استفاده‌های فراوانی می‌شود. این گیاه دارای مواد معطر مخصوص و مرکب از صمغ‌های مختلف است. جوانه‌ها، ساقه‌ها و غنچه‌های نورستهٔ آن بیشتر مورد استفاده قرار می‌گیرند. دانه‌های خشک این گیاه، معطر است که همراه با غذاها و به‌عنوان ادویه مصرف عمومی دارد.

### در آشپزی ایرانی
دانه‌های این گیاه به عنوان ادویه در آشپزی ایرانی استفاده می‌شوند. میوه‌های بسیار نازک و کوچک (شبیه دانه) معطر و کمی تلخ هستند. آنها معمولاً به شکل پودر شده فروخته می‌شوند و اغلب به اشتباه تحت عنوان «دانه‌های سنبل الطیب» به فروش می‌رسند. این پودر روی باقلا، عدس و سایر حبوبات، و سیب زمینی پاشیده می‌شود.
گلپر همچنین در سوپ‌ها و خورش‌ها استفاده می‌شود. اغلب گلپر روی دانه‌های انار پاشیده می‌شود. گلپر همچنین با سرکه مخلوط می‌شود و باقلا قبل از خوردن در آن فرو برده می‌شود.
در لیته نیز از گلپر استفاده می‌شود.

## در ایران
این گیاه بومی ایران بوده و در نواحی نمناک کوهستانی آذربایجان جنگل‌های ارسباران (قره داغ) و حاشیه‌های آن، مناطق کوهستانی جنوبی و شرق شهرستان گرمی، نواحی شمالی البرز، ییلاق جواهرده، گچسر، شمیرانات، توچال، غرب ایران در کوه‌های روستای چپقلو واقع در استان زنجان شهرستان خدابنده و کوه‌های بختیاری. همچنین در ارتفاعات شیرکوه یزد می‌روید.

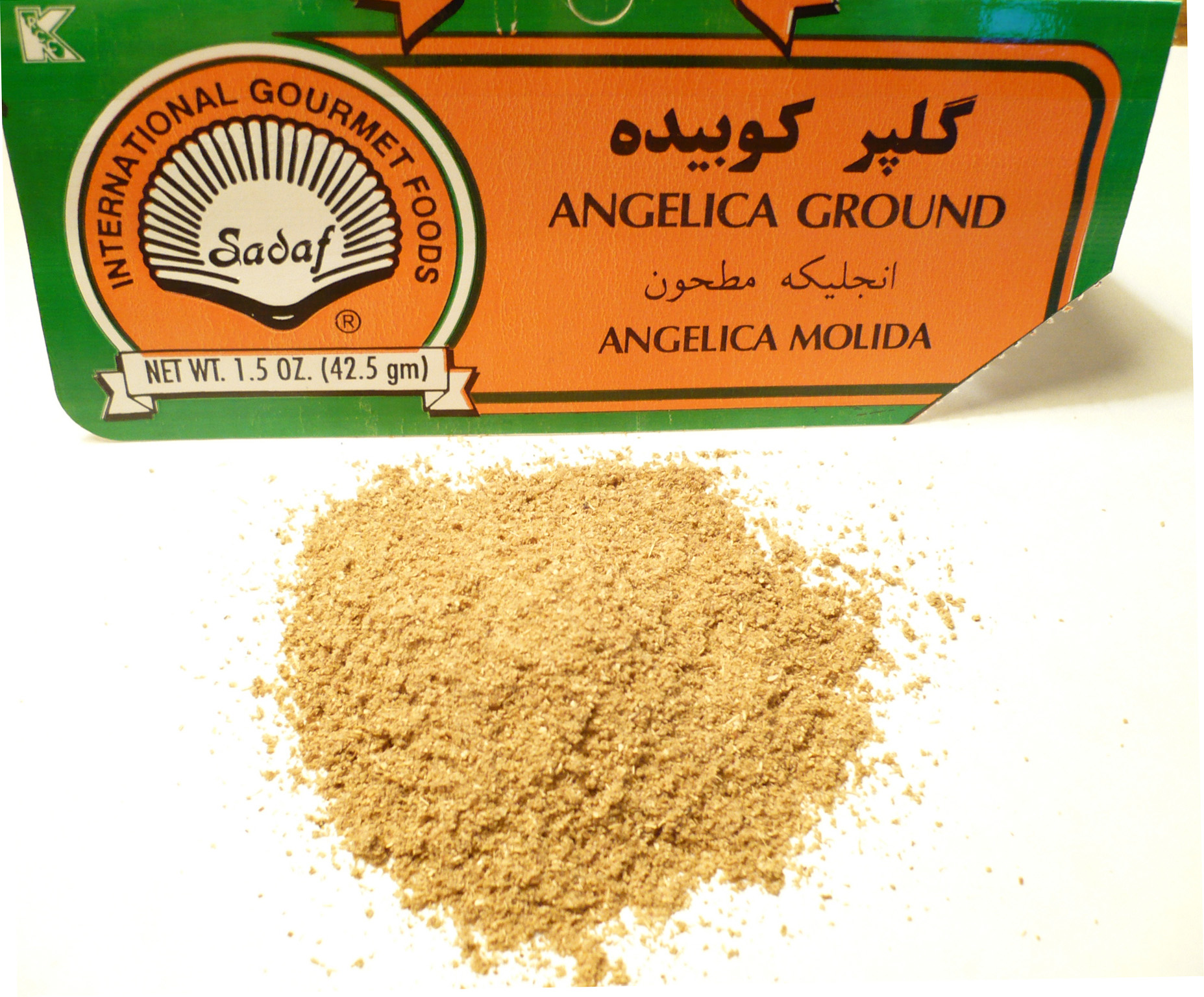
گلپر کوبیده.

## ترکیبات شیمیایی
مواد شیمیایی موجود در گلپر عبارت‌اند از: استات هکسیلیک، استات استیلیک و بوتیرات متیلیک و بوتیرات اتیلیک و اسیدهای مختلف دیگر که بوی تند آن از آن‌هاست. همچنین در گیاه گلپر نوعی اسانس روغنی و فرار نیز وجود دارد که از گرد آن برای معطر ساختن بعضی غذاها استفاده می‌شود.

## موارد احتیاطی و منع مصرف
- مصرف گلپر می‌تواند در بعضی افراد حساسیت یا آلرژی به‌وجود بیاورد.
- زیاده‌روی در مصرف گلپر برای زنان باردار مضر بوده، زیرا خطر سقط جنین را به همراه دارد.
- استفاده زیاد از گرد گلپر باعث ایجاد تپش قلب می‌شود.[۱۴]

## نگارخانه
|  |  |  |